# Reinier Emil Jessurun
Reinier Emil Jessurun (Haarlem, 15 december 1904 - Kroja, 14 mei 1949) was een Nederlandse luchtmachtofficier bij de Militaire Luchtvaart van het Koninklijk Nederlands-Indisch Leger in Nederlands-Indië en ridder der Militaire Willems-Orde vierde klasse.

## Loopbaan
Jessurun was een reserve kapitein-waarnemer bij de ML-KNIL. Tijdens de Tweede Wereldoorlog was hij betrokken bij vele gevechtsacties in de oorlog tegen Japan. Hij was erin geslaagd te ontsnappen aan de Japanners en heeft samen met de geallieerden in het No. 18 (Netherlands East Indies) Squadron van de ML-KNIL gestreden als waarnemer en squadroncommandant. Hij kreeg vele onderscheidingen, waaronder de Medal of Freedom met bronzen Palm in 1947 en een Air Medal in 1947 van de Amerikaanse regering, het Verzetskruis, het Vliegerkruis per Koninklijk Besluit van 18 oktober 1943, de Bronzen Leeuw van de Nederlandse regering en op 16 oktober 1948 werd hij tevens (met intrekking van de Bronzen Leeuw pro forma) benoemd tot ridder Vierde Klasse in de Militaire Willems-Orde wegens:
Het zich in de strijd onderscheiden hebben door uitstekende daden van moed, beleid en trouw door onmiddellijk na herstel van zijn zeer zware verwondingen, bekomen bij een nachtstart naar Ambon op 28 mei 1943, in het tijdvak van september 1943-april 1945, onderscheidelijk ingedeeld zijnde bij de "18e Squadron" en de Amerikaanse "13th Air Force" in het Zuidwestelijke Stille Oceaangebied talrijke zeer gevaarlijke en belangrijke bombardementsopdrachten en grondverkenningen met succes te volbrengen, zich daarbij als Nederlands officierwaarnemer, vele malen het operationele leiderschap van grote formaties geallieerde vliegtuigen toevertrouwd ziende. Met grote bekwaamheid, voortvarendheid en moed heeft hij een voor de geallieerden onmisbare bijdrage geleverd tot het neutraliseren van een 20-tal vijandelijke luchtbases op Halmaheira, in de Minhassa, Kendari en op de Boeroe-Ceramgroep en als gevolg van deze neutralisatie de uiterst storende vijandelijke luchtactie tegen Morotai van deze bases uit op afdoende wijze bedwongen, na te voren het plan van actie zelfstandig ontworpen en door onder grote gevaren verrichte offensieve lucht- en grondverkenningen voorbereid te hebben. Ten slotte heeft hij een werkzaam aandeel gehad bij verscheidene acties naar het door de vijand bezette gebied in de Filipijnen, onder meer tegen Cebu, Puerta Princessa, Zamboanga, Jolo en Davao.
Na de oorlog is Jessurun omgekomen bij een vliegtuigongeluk in Kroja.

## Nagedachtenis
De Koninklijke Luchtmacht noemde ter nagedachtenis een militair complex naar hem: het Jessurunkamp bij Soestduinen, nabij de Vliegbasis Soesterberg.

## Onderscheidingen
- Ridder 4e klasse der Militaire Willems-Orde
- Vliegerkruis
- Onderscheidingsteken voor Langdurige Dienst als officier
- Medal of Freedom in brons met palm
- Air Medal